# Stanisław Uniechowski (1903–1979)
Stanisław Uniechowski Radogost (1903–1979) – oficer Polskiej Marynarki Wojennej, inżynier budowy okrętów, profesor Uniwersytetu w Detroit.

## Życiorys
Urodził się w 1903 r. w majątku rodzinnym Maripol, na ziemi mińskiej na dzisiejszej Białorusi. Do szkół średnich uczęszczał w Mińsku Litewskim i w Wilnie. W 1930 roku ukończył studia na Wydziale Mechanicznym Politechniki Warszawskiej. W trakcie studiów został przyjęty do korporacji akademickiej Arkonia.
Czynną służbę w polskiej Marynarce Wojennej rozpoczął tuż po skończeniu studiów. Jako podporucznik marynarki w 1935 uzyskał dyplom inżyniera Budowy Okrętów w Écôle d'Application du Génie Maritime w Paryżu, po czym został przydzielony do Polskiej Misji Marynarki na Isle of Wight w Anglii by nadzorować budowę niszczycieli dla Polski. Podczas oblężenia Kępy Oksywskiej uciekł z Babich Dołów do Lipawy na kutrze rybackim „Albatros”, internowany 14 września 1939 roku na Łotwie.
Od 1940 do 1947 r. służył w Anglii w Polskiej Marynarce Wojennej pod dowództwem brytyjskim.
W 1948 przybył do  Detroit i przez 23 lata wykładał na Uniwersytecie. W 1971 przeszedł na emeryturę, głównie z powodu słabego stanu zdrowia. Był członkiem American Society for Engineering Education, American Society of Naval Engineers, Royal Institution of Naval Architects w Londynie, Polish Academy of Arts and Sciences in the US, Polish American Technical Society of Detroit oraz czynnym członkiem polskiego społeczeństwa w Detroit.